# شارع مكرم عبيد
شارع مكرم عبيد هو شارع مشهور في حي مدينة نصر بالقاهرة جمهورية مصر. وقد سُميَ الشارع على اسم مكرم عبيد باشا وزير المالية الأسبق ويوازي الشارع شوارع:
- شارع حسن المأمون
- شارع احمد فخري
- شارع عباس العقاد
- شارع الطيران
- شارع يوسف عباس

## الامتداد
يمتد الشارع من تقاطع طريق النصر إلى شارع مصطفى النحاس

## الأهمية
يعتبر شارع مكرم عبيد أحد أشهر الشوارع العمومية بمصر، لما ينتشر به من محلات فاخرة وتوكيلات أشهر المطاعم وشركات الملابس الرياضية والمول التجاري.

## الأسواق التجارية
- السراج مول
- سيتي سنتر